# 아우디 알테람 파르템
아우디 알테람 파르템(라틴어: Audi alteram partem)은 "다른 쪽의 의견을 들으라"는 라틴어 법 격언이다. 상반된 양쪽 모두의 의견에 귀 기울임으로써 균형 있고 올바른 견해와 결론에 도달할 수 있다는 의미이다.

## 역사
독일 자동차 회사 아우디가 이 법언의 아우디를 따서 회사명을 지었다. 1899년 11월 14일 아우구스트 호르히는 쾰른에서 호르히(A. Horch & Cie)사를 설립해 1901년 첫 번째 모델인 호르히 자동차를 츠비카우(Zwickau)에서 생산했다. 1904년 주식회사로 회사를 공개한 호르히는 1910년 다른 경영진과의 마찰로 그가 설립한 회사에서 쫓겨나고 두 번째 회사를 호르히라는 이름으로 다시 시작했으나 그의 이전 동업자들은 그를 상표법 위반으로 고소하고, 독일 법정은 호르히라는 이름을 사용하지 말라는 선고를 내렸다. 아우구스트 호르히는 그의 성(family name)을 회사 이름에 사용하는 것을 포기하고 새로운 이름을 물색하였고, 아우구스트 호르히는 아우디 알테람 파르템에서, '듣다'의 라틴어인 아우디(audi)를 대신 회사 이름으로 사용했다.

## 같이 보기
- 누구도 자신의 사건에서 재판관이 될 수 없다